# ارين هاردينغ
ارين هاردينغ (بالإنجليزية: Warren Harding)‏ هو متسلق صخور ‏ أمريكي، ولد في 18 يونيو 1924، وتوفي في 27 فبراير 2002.